# گرجی (شاهرود)
گرجی یکی از روستاهای شهرستان شاهرود در استان سمنان ایران است. این روستا در دهستان خرقان در بخش بسطام جای دارد.
جمعیت روستای گرجی بر پایه نتایج سرشماری سال ۱۳۸۵ برابر با ۱۹۶ نفر (۴۸ خانوار) بوده است.